# Polybia diguetana
Polybia diguetana är en getingart som beskrevs av François du Buysson 1905. Polybia diguetana ingår i släktet Polybia och familjen getingar. Inga underarter finns listade i Catalogue of Life.